# Paul Albert Besnard

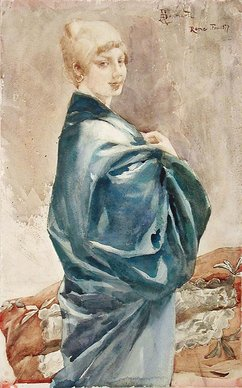
Młoda kobieta w niebieskim kimono, 1877

Paul Albert Besnard (ur. 2 czerwca 1849 w Paryżu, zm. 4 grudnia 1934) – francuski malarz impresjonista.

## Życiorys
Studiował w paryskiej École des Beaux-Arts pod kierunkiem Alexandre Cabanela, w 1874 zdobył nagrodę i stypendium Prix de Rome. Przebywał też kilka lat w Londynie, podróżował po Afryce i Indiach, od 1883 mieszkał i pracował w Paryżu.
Początkowo był wierny tradycjom akademickim, jednak po 1880 stopniowo zwracał się ku impresjonizmowi. Malował techniką olejną, posługiwał się pastelami i akwarelą, tworzył też i malowidła ścienne. Jego freski zdobią budynki Sorbony, École de Pharmacie i Comédie-Française.
Paul Albert Besnard był również grafikiem, wykonywał akwaforty i suchoryty. W 1912 został członkiem francuskiej Académie des Beaux-Arts, a w 1922 dyrektorem École des Beaux Arts. Od 1924 r. był członkiem Akademii Francuskiej (zajmował fotel 13). Wystawiał w paryskim Salonie i Royal Academy w Londynie.
Odznaczony Krzyżem Wielkim Legii Honorowej.

## Prace
- L’Homme en rose: l’Inde couleur de sang (1913)
- Sous le ciel de Rome: Souvenirs (1925)
- Quentin de La Tour: la vie et l'œuvre de l’artiste (1928)
- Annecy (1930)